# Traité de bon usage de vin
Le Traité de bon usage de vin est un  livre de l'écrivain tchèque Patrik Ouředník paru en 1995. Il est présenté comme un traité inédit de François Rabelais sur le vin dont le texte original aurait été perdu, et dont seule subsisterait aujourd'hui la version en tchèque traduite (depuis le français ou l'allemand) en 1622 par Martin Kraus de Krausenthal (sous le nom latin de Martin Carchesius). 
Publié aux éditions Allia en 2009, traduit en français par Marianne Canavaggio, l'ouvrage est préfacé par Olga Spilar. Or sous ce pseudonyme se cache Olga Spilarova, l'épouse de Patrik Ouřednik. Le nom de celui-ci n'apparaît pas dans le livre.

## Contexte fictionnel

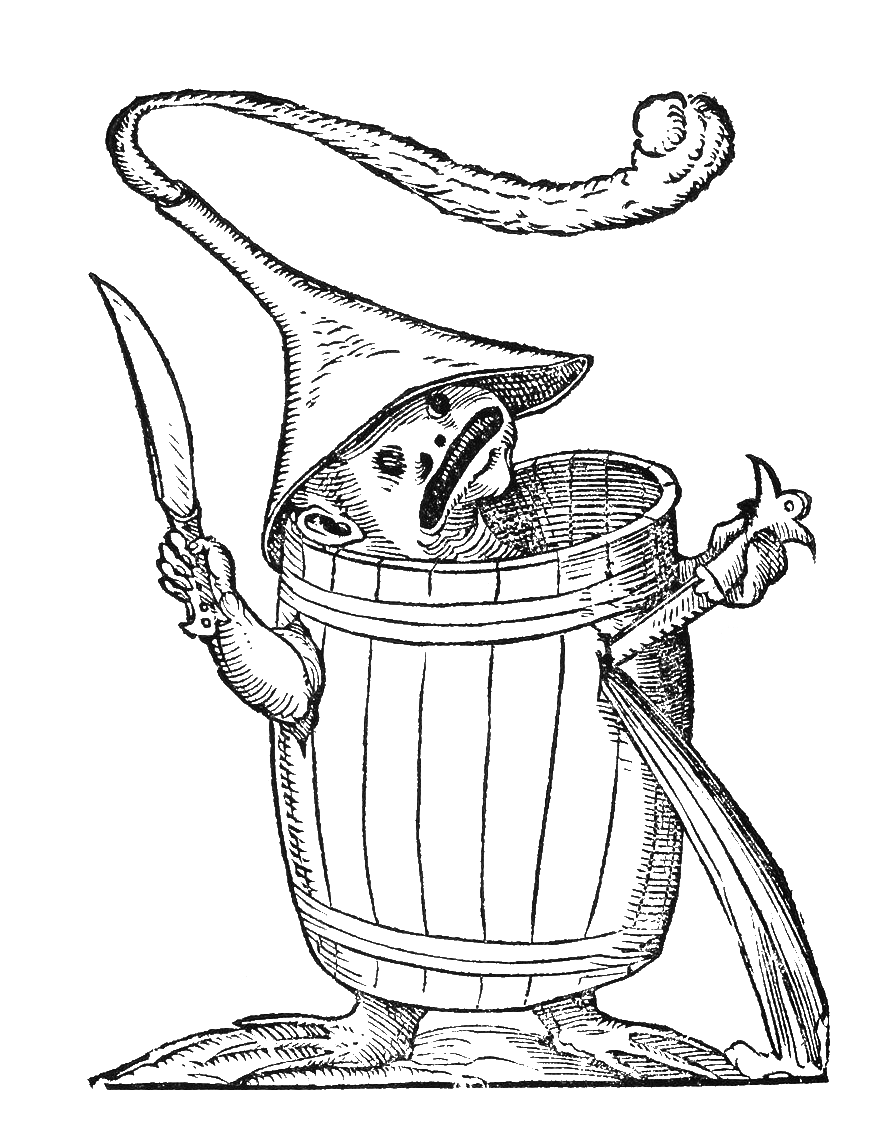
Songes drolatiques de Pantagruel par François Desprez

Le titre complet du livre est : Traité de bon usage de vin, lequel est grand & perpétuel pour ébaudir âme & corps & contre diverses maladies de membres extérieurs & intérieurs composé au profit d'enlumineurs de museaux par maître Alcofribas, l'architriclin du grand Pantagruel.
Selon la préface ce traité est un texte attribué à François Rabelais dont l’édition originale ne nous serait pas parvenue. La plus ancienne édition connue serait en langue tchèque. Elle aurait été publiée en 1622, traduite par Martin Kraus de Krausenthal (sous le nom latin de Martin Carchesius) — auteur bien réel. Seuls trois exemplaires de cette édition seraient répertoriés à ce jour.
Selon cette chronologie, le texte représenterait ainsi la première traduction en tchèque de l'œuvre de Rabelais. Celle-ci n'étant pas connue dans la culture tchèque de l'époque, il est exclu, selon la préfacière Olga Spilar, qu'il y ait été composé à la façon d'un hommage à Rabelais, comme l'ont pensé certains auteurs ; il ne pourrait donc s'agir que d'un texte dont Rabelais lui-même serait l'auteur.

## Éditions

### Édition tchèque moderne
- François Rabelais et Patrik Ouředník (dir.), Traktatus o přpadném pití vína, Prague, Volvox Globator, 1995 (ISBN 80-85769-80-8)

### Traduction française
- François Rabelais et Olga Spilar (introd.) (trad. Marianne Canavaggio, ill. François Desprez), Traité de bon usage de vin [« Traktatus o přpadném pití vína »], Paris, Allia, 2009, 47 p. (ISBN 978-2-84485-301-1)